# U880
U880 — 8-розрядний мікропроцесор, який виготовляла VEB Mikroelektronik «Karl Marx» Erfurt (скорочено MME; частина Kombinat Mikroelektronik Erfurt) у Німецькій Демократичній Республіці. Виробництво розпочато 1980 року на VEB Funkwerk Erfurt (скорочено FWE; 1983 року завод перейменовано на VEB Mikroelektronik «Karl Marx»).
Неліцензійний клон мікропроцесора Zilog Z80, який також підтримує недокументовані операції і помилки, за винятком дуже незначних відмінностей, таких як відсутність прапорця CY для команди OUTI (коли L стає рівним нулю).

## Варіанти процесорів

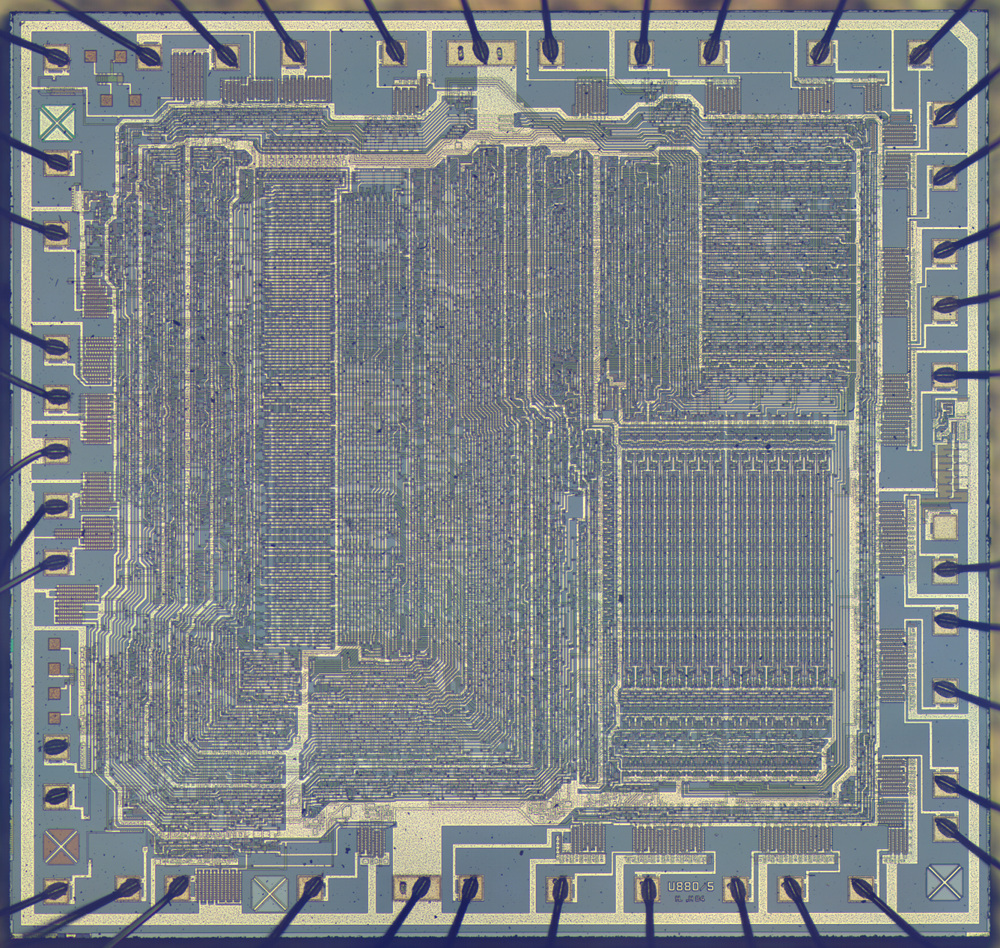
Кристал U880; розмір 4513 мкм х 4251 мкм (перше ущільнення 1984 року); підпис чіпа внизу зображення: «U880/5 HL JH 84»

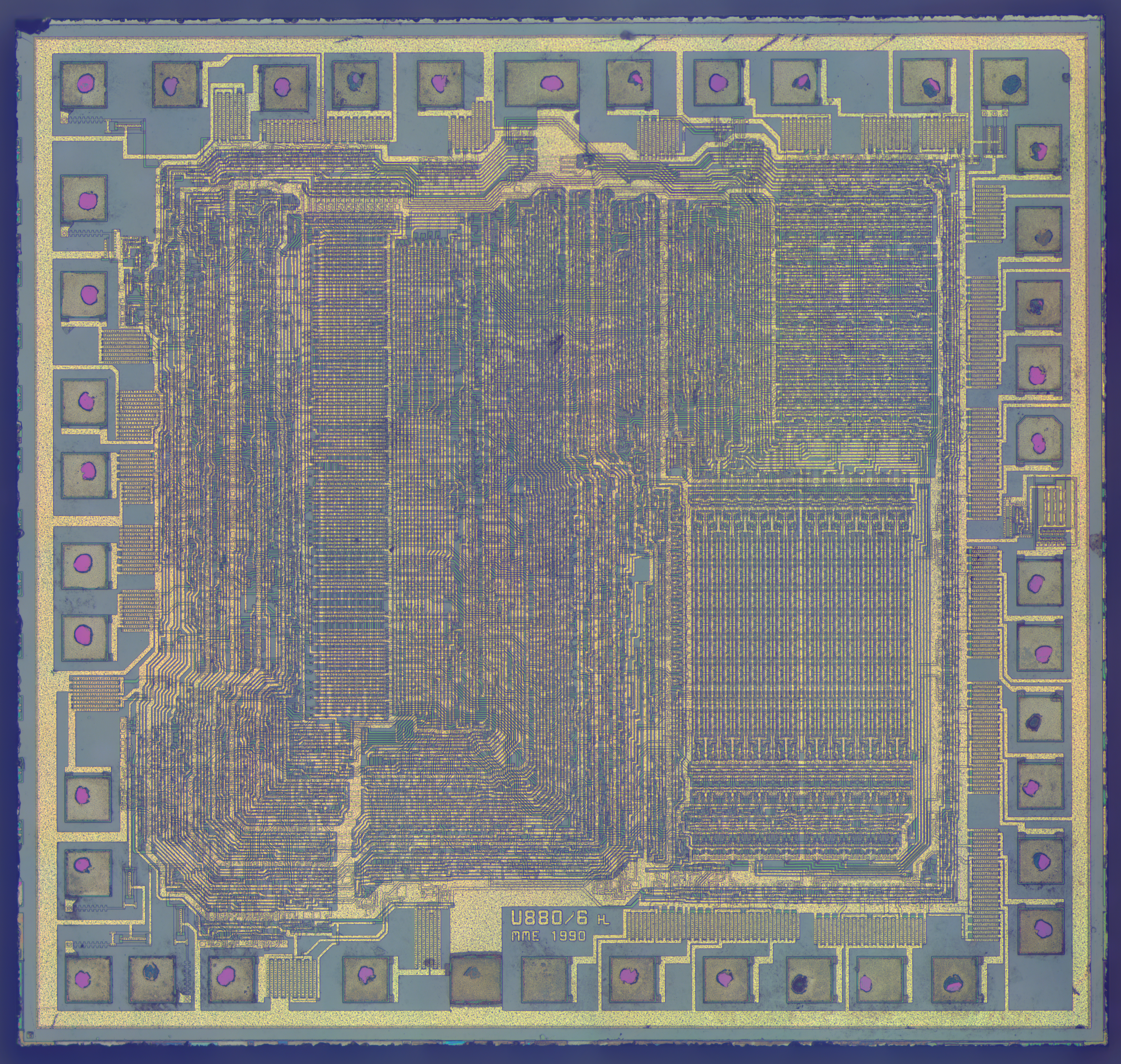
Кристал U880; розмір 3601 мкм х 3409 мкм (друге ущільнення 1990 року); підпис чіпа внизу зображення: «U880/6 HL MME 1990»

U880 виготовляли за технологією N-МОН в пластиковому корпусі DIL40 з відстанню між контактами 2,5 мм (експортні версії мали відстань між контактами 2,54 мм; в Україні та Росії також випускалися в керамічному корпусі).
| Діапазон температур  | Тактова частота | Позначення            |
| -------------------- | --------------- | --------------------- |
| від 0 °C до 40 °C    | 1 МГц           | UD880D, UB880D S1     |
| від 0 °C до 70 °C    | 2.5 МГц         | U880D, UB880D, 80-CPU |
| від 0 °C до 70 °C    | 4 МГц           | UA880D, 80A-CPU       |
| від 0 °C до 70 °C    | 8 МГц           | U880DC08, Thesys Z80H |
| від −25 °C до +85 °C | 2.5 МГц         | VB880D                |

1. 1 2  Поза специфікацією, версія для аматорів
2. ↑  Початкове позначення, коли це був єдиний доступний варіант
3. 1 2  Експортний варіант; відстань між контактами 2,54 мм
4. ↑  Виробляли 1992 року на ERMIC
5. ↑  Виробляли після 1992 на Thesys

Військова версія U880 має додаткове маркування «MEK 4».

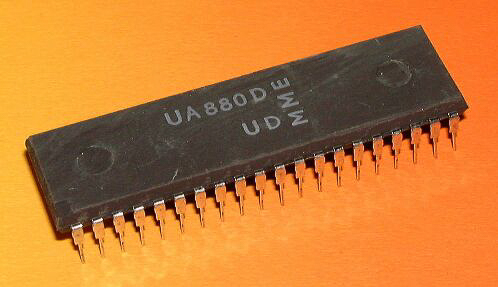
UA880D (1986)
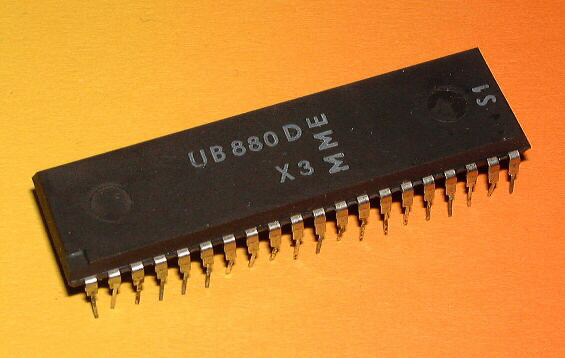
UB880D S1 версія для аматорів (1989)
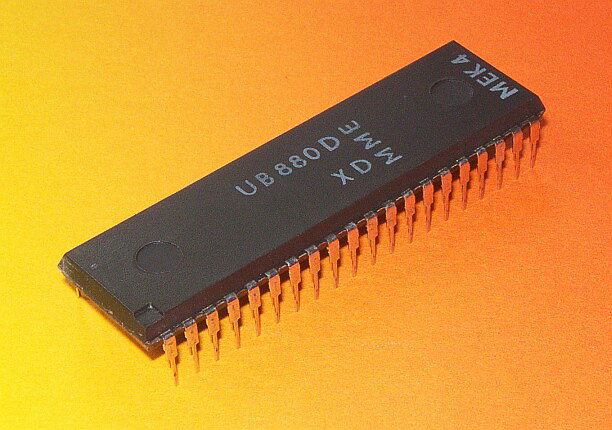
UB880D з військовим маркуванням "MEK 4" (1989)
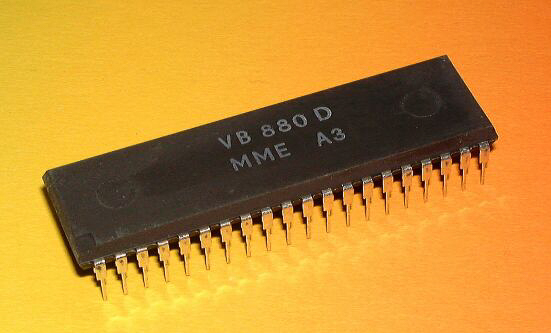
Версія для промислових температур VB880D (1990)
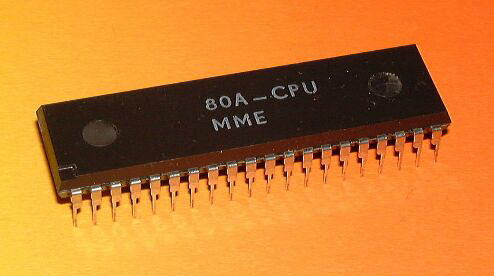
Маркування 80A-CPU для експорту
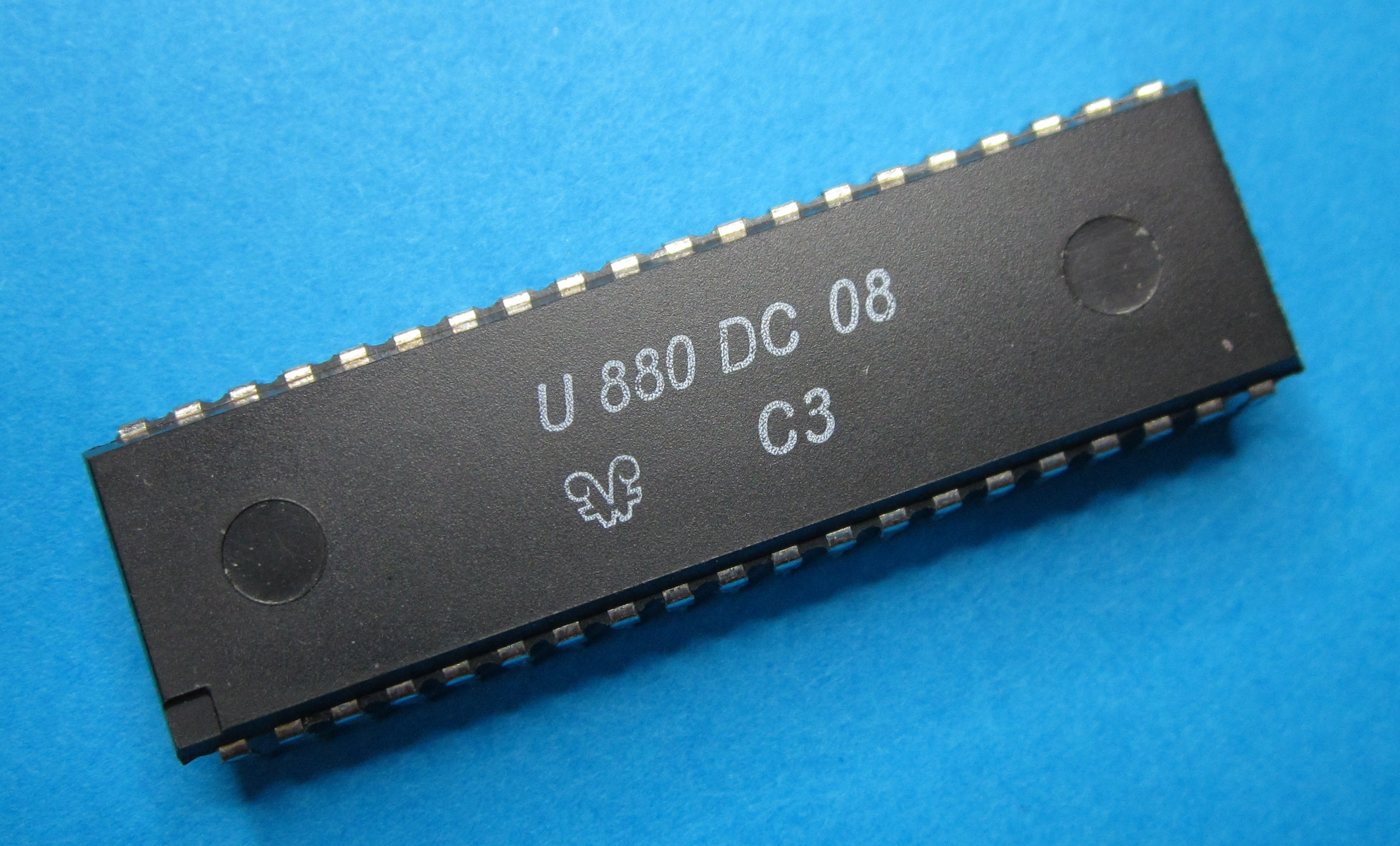
U880DC08 (1992)

## Мікросхеми підтримки

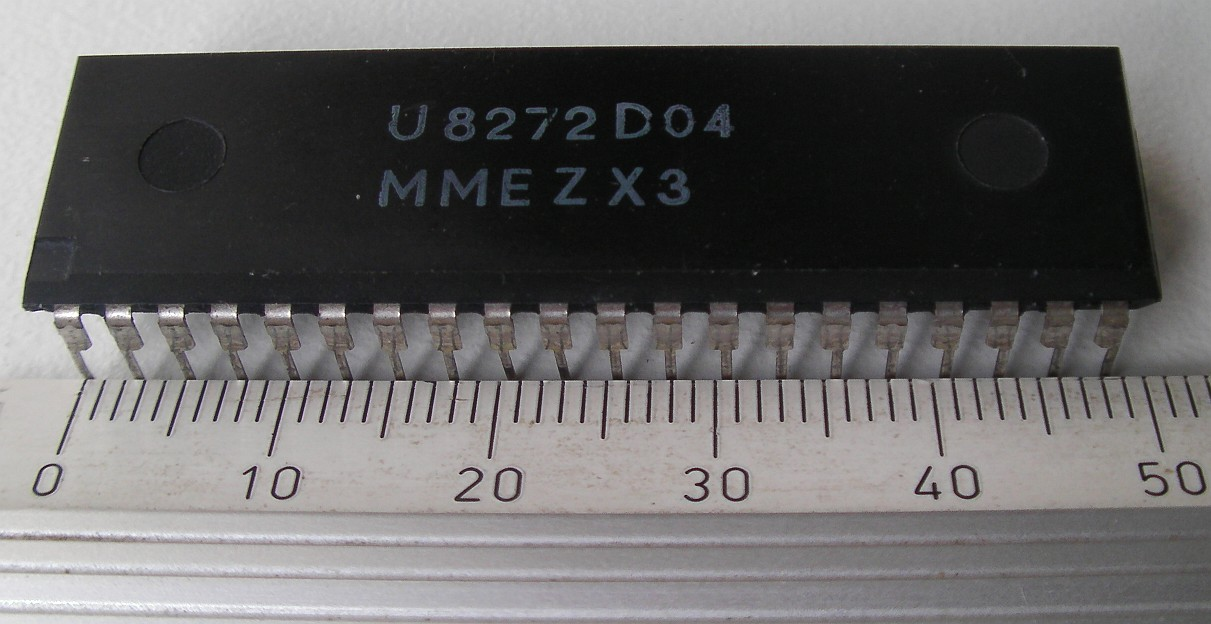
Контролер НГМД U8272D04 (1989)

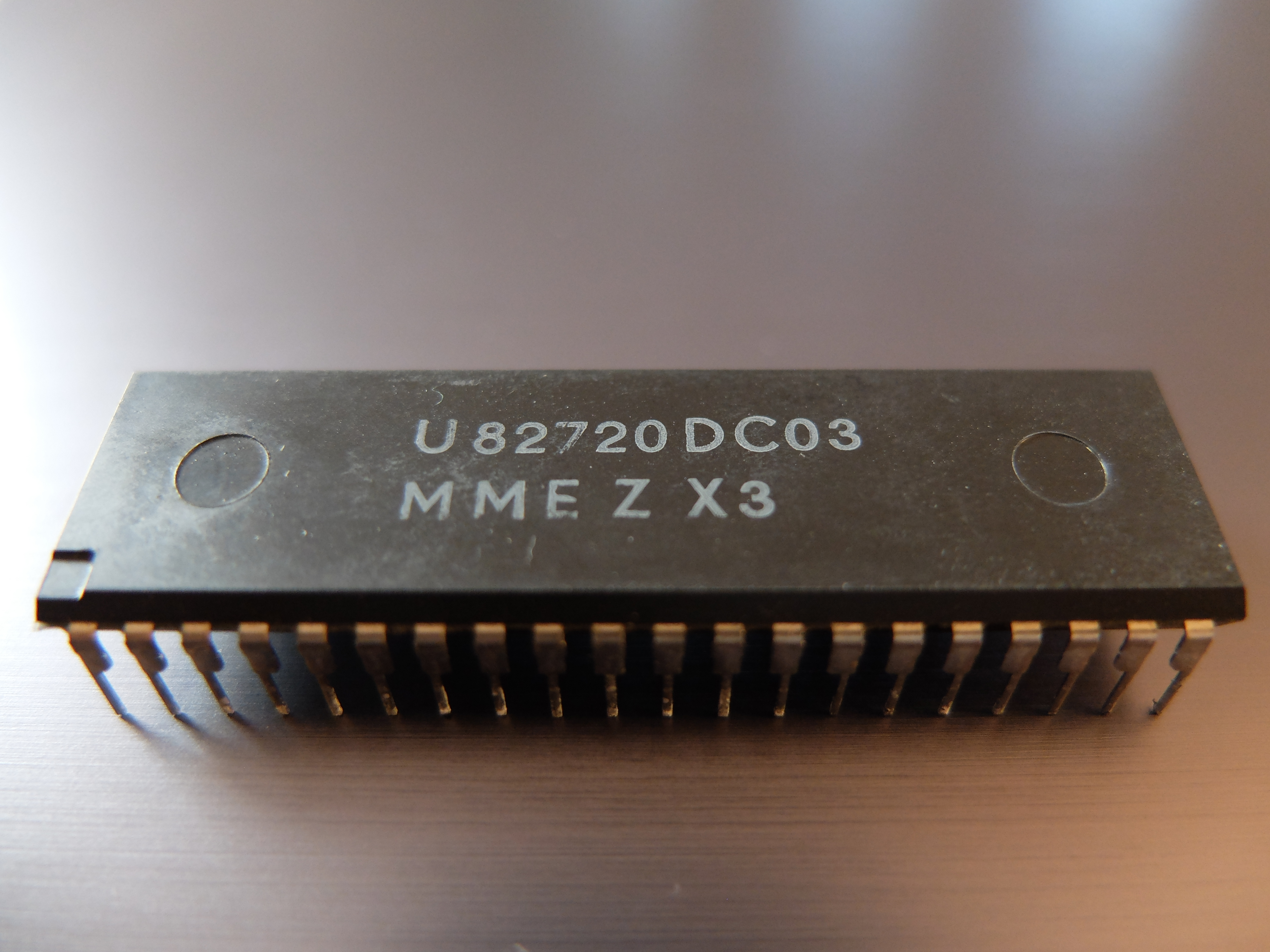
Контролер графічного дисплея U82720DC03 (1989)

VEB Mikroelektronik «Karl Marx» також виготовляв ряд допоміжних мікросхем для U880. Префікси UA, UB, VB, 80 і 80A відповідають тим самим діапазонам температур і тактовій частоті, що й для варіантів процесора вище. Так само суфікс S1 вказує на версію для аматорів.
| Позначення                                                         | Міжнародний еквівалент | Опис                                             |
| ------------------------------------------------------------------ | ---------------------- | ------------------------------------------------ |
| U855D, UA855D, UB855D, UD855D, VB855D, UB855D S1, 80-PIO, 80A-PIO  | Zilog Z80 PIO          | паралельне введення/виведення                    |
| U8560D, UA8560D, UB8560D, VB8560D, UB8560D S1, 80-SIO/0, 80A-SIO/0 | Zilog Z80 SIO/0        | послідовне введення/виведення                    |
| U857D, UA857D, UB857D, VB857D, UB857D S1, 80-CTC, 80A-CTC          | Zilog Z80 CTC          | лічильник/таймер                                 |
| UA858D, UB858D, UB858D S1, 80-DMA, 80A-DMA                         | Zilog Z80 DMA          | контролер ПДП                                    |
| U8561D, UB8561D                                                    | Zilog Z80 SIO/1        | послідовне введення/виведення                    |
| UA8563D, UB8563D, VB8563D, UB8563D S1, 80-DART, 80A-DART           | Zilog Z80 DART         | двоканальний асинхронний приймач/передавач       |
| U8272D04, U8272D08                                                 | Intel 8272             | контролер НГМД                                   |
| U82530DC04, U82530DC06                                             | Zilog SCC              | контролер послідовного порту                     |
| U82536DC04                                                         | Zilog CIO              | лічильник/таймер і паралельне введення/виведення |
| U82720DC02, U82720DC03, U82720DC04                                 | Intel 82720            | контролер графічного дисплея                     |

1. 1 2 3 4  Original designation when this was the only variant available
2. 1 2 3 4 5 6  Out-of-spec, hobbyist version
3. 1 2 3 4 5 6 7 8 9 10  Designation for export; 2.54 mm pin spacing

## Застосування
U880 був, безумовно, найпоширенішим мікропроцесором у Німецькій Демократичній Республіці. Приклади:
- офісні комп'ютери A 5120[en], PC 1715 (обидва від VEB Robotron); в 1715 другий U880 використано в клавіатурі.
- домашні комп'ютери KC 85, KC compact (обидва від VEB Mikroelektronik "Wilhelm Pieck" Mühlhausen[en]), KC 87[de], Z1013[en] (обидва від VEB Robotron), LC80[de] від Kombinat Mikroelektronik Erfurt[en]
- аркадний автомат Poly-Play[en] (від VEB Polytechnik[en])

У той час U880 був найдосконалішим 8-розрядним процесором, доступним у Східному блоці. У Польщі, Чехословаччині, Угорщині, Румунії та Радянському Союзі випускали тільки клони Intel 8080. Оскільки Z80 замінив Intel 8080 на Заході, U880 використовували в усьому Східному блоці. Приклади:
- Польща: домашні комп'ютери Mera-Elzab Meritum[en], Elwro 700 Solum[pl], Elwro 800 Junior, MIK CA80[pl]
- Чехословаччина: домашні комп'ютери Didaktik Gama[en], Tesla[en] Ondra[9]
- Угорщина: домашній комп'ютер Primo[hu][10]
- Румунія: домашні комп'ютери Electromagnetica Jet[sr],[11] MicroTIM[ro], ICE-Felix HC-85[ro],[12] Feper Junior[ro][12]
- Болгарія: офісний комп'ютер ISOT-1031C[ru][13]
- Радянський Союз: домашній комп'ютер Дубна 48К[en]

## Подальший розвиток

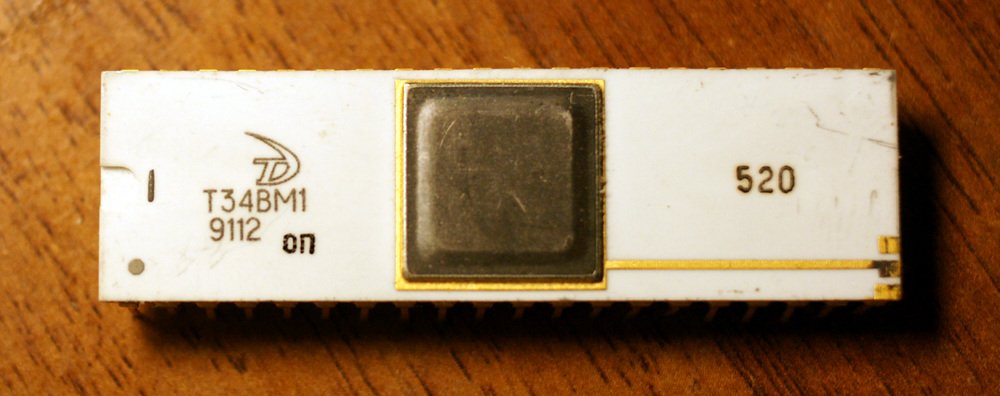
Мікропроцесор Т34ВМ1 (Ангстрем (компанія), 1991 рік)

За прикладом Zilog, де Z80 змінили 16-розрядні процесори Z8001 / Z8002, VEB Mikroelektronik «Karl Marx» випустив U8001 / U8002. І так само, як і його західний аналог, U8001 / U8002 використовували значно менше, ніж U880. Коли MS-DOS стала домінуючою операційною системою для персональних комп'ютерів, у Східному блоці єдиним доступним клоном Intel 8086 був радянський K1810ВМ86. Потім VEB Mikroelektronik «Karl Marx» приступив до розробки клону Intel 80286, U80601. Крім того, було розроблено КМОН-версія Z80 з позначенням U84C00. Через економічні зміни, що відбулися після возз'єднання Німеччини 1990 року, жоден проєкт не продовжено далі пілотного виробництва. 1990 року VEB Mikroelektronik «Karl Marx» (MME) приватизовано під назвою ERMIC GmbH, значна частина якої 1992 року стала Thesys Gesellschaft für Mikroelektronik mbH. І ERMIC, і Thesys продовжували виробляти КМОН-версію U880: ERMIC все ще під назвою та логотипом MME, Thesys — під іншою назвою. 1990 року розроблено і через деякий час запущено у виробництво ущільнену мікросхему з маркуванням U880/6. Менший чіп у U880DC08 і Thesys Z80H допускав тактову частоту до 8 МГц. Хоча Zilog, імовірно, міг би подати до суду на правонаступників VEB Mikroelektronik «Karl Marx» за порушення авторського права, вони натомість залучили Thesys як дистриб'ютора Zilog.
Приблизно від 1991 до 1993 року чіпи U880 продавали російським і українським компаніям, які ставили їх у корпус. Спочатку версію з чіпом U880/5 позначали 80A-CPU і T34ВМ1. Пізніше інтегральні схеми з чіпами U880/6 отримали офіційне позначення КР1858ВМ1 у пластиковому корпусі та КМ1858ВМ1 у керамічному. Серед виробників — Ангстрем (Зеленоград), Квазар (Київ), ВЗНП (Воронеж).